# Eugorna vidua
Eugorna vidua är en fjärilsart som beskrevs av Holland 1894. Eugorna vidua ingår i släktet Eugorna och familjen nattflyn. Inga underarter finns listade i Catalogue of Life.